# Athene Galiciadis
Athene Galiciadis  (* 25. März 1978 in Altstätten SG) ist eine Schweizer Künstlerin und Gewinnerin des Schweizer Kunstpreises. Sie lebt und arbeitet in Zürich.

## Werdegang und Werk
Zwischen 2001 und 2007 hat Athene Galiciadis in Lausanne und Zürich Bildende Kunst und Kunstgeschichte studiert. Sie arbeitet mit kulturellen Traditionen, ornamentalen Formen, mit geometrischen und organischen Mustern. Eine wichtige Rolle in ihrem Schaffen spielen Farbpaletten. Geprägt ist sie von Künstlerinnen wie Ljubow Sergejewna Popowa oder Emma Kunz.
Galiciadis sagt, sie habe immer nur Künstlerin werden wollen.
Die erste Einzelschau hatte die Künstlerin 2010 in Langenthal, die zweite 2019 im Nidwaldner Museum in Stans.

## Auszeichnungen
- Schweizer Kunstpreis[9] für ihre Installation «Der Asketische Traum».[10]

## Einzelausstellungen
- 2023 Orientation, Haus Konstruktiv, Zürich
- 2021 The Presence, von Bartha, Basel
- 2019 Spiraling Shifts, Nidwaldner Museum, Stans
- 2017 i will wash your shadow, Galerie BolteLang, Zürich
- 2015 stool, table & empty sculptures, Liste, Basel
- 2014 like a virgin, Galerie BolteLang, Zürich
- 2014 Planetaria, Galerie Emanuel Herve, Paris 2013
- 2014 Sublunatic, sic! Raum für Kunst, Luzern
- 2012 Trouble Rainbow III Mit Claudia Comte & Mélodie Mousset, Galerie BolteLang, Zürich
- 2012 Eight meter in my belly, Galerie/Artspace Milieu, Bern
- 2011 Trouble Rainbow II. Mit Claudia Comte & Mélodie Mousset, Favorite Goods, Los Angeles
- 2011 Trouble Rainbow. Mit Claudia Comte & Mélodie Mousset, Marie Laure Fleisch Galerie, Rom
- 2010 Formal reiterations and the end of the world, mit Ana Roldán, Garash, Mexico-Stadt.[11][12]
- 2010 La Crotte du Diable, Kunsthaus Langenthal, Langenthal
- 2010 Liste 15 – The Young Art Fair, Claudia Groeflin Galerie, Basel
- 2010 Tanja Roscic & Athene Galiciadis & Friends, Galerie Freymond-Guth & Co. Fine arts, Zürich
- 2009 The Reverse & The Reverse, Galerie/Artspace Milieu, Bern
- 2009 Insomniac In Form, Groeflin Maag Galerie, Zürich
- 2008 Eva Green l‘aubergine et le vacuum-vacuum. Mit Marika Zisyadis, Athen
- 2008 Sturm Sturm Sturm, Basta Espace d‘Art Contemporain, Lausanne
- 2008 Von Vergessen und Erinnern. Mit Cédric Carles, Wartesaal, Zürich
- 2007 Sterkobilin, Artspace Zwanzigquadratmeter, Berlin, Germany
- 2004 Second Girls. Mit Tanja Roscic, Teenage Riot, Worlds End, Zürich

## Gruppenausstellungen (Auswahl)
- 2021 Kosmos Emma Kunz, Aargauer Kunsthaus Aarau
- 2020 That’s the Way It Is, Gowen Contemporary, Geneva
- 2020 Wenn Du geredet hättest, Atelier Hermann Haller, Zürich
- 2019 A chair, projected, kuratiert von Burkhard Meltzer, BolteLang, Zürich
- 2020 Auer, Kunsthalle Palazzo, Liestal
- 2016 When Forms Become Attitude, Kunstraum Riehen, Basel
- 2016 Your Memories Are Our Future, Palais de Tokyo, Manifesta Zürich, Zürich
- 2014: Blackboard – White Page, Kantonsschule Oerlikon, Zürich, kuratiert von Maud Châtelet und Ana Roldán.[13]
- 2012: La jeunesse est un art – Jubiläum Manor Kunstpreis[14], Aargauer Kunsthaus, Aarau

## Schriften
- 2021 Kosmos Emma Kunz Katalog Kunsthaus Aaraus, Scheidegger & Spiess, Zürich. ISBN 978-3-85881-682-5.
- 2019 Spiraling Shifts, Kunstheft Nr. 14, Nidwaldner Museum, Stans
- 2018 An Acrylic Glass Pyramid and Three Pendulums attached to a Triangle on a Table, Künstlerbuch von Athene Galiciadis, Edition Patrick Frey, Zürich, ISBN 978-3-906803-60-9.[15]
- 2012 Beni Bischof, Manuel Burgener, Athene Galiciadis, Ana Roldán. Marianne Wagner in: Madeleine Schuppli Ausstellungskatalog: "La jeunesse est un art", Jubiläum Manor Kunstpreis, Aargauer Kunsthaus, Aarau ISBN 978-3-906016-05-4.